# Mateu Cladera Matas
Mateu Cladera Matas (Santa Margalida, Mallorca, 1941) és un periodista i advocat mallorquí.
Llicenciat en dret i en ciències de la informació (periodisme), diplomat en relacions públiques i protocol per l'Escola Internacional de Protocol. Actualment és professor de l'Institute for International Research amb seu a Madrid. Des de 1971 fins a l'any 1984 treballa com a redactor del Diari de Balears a Palma.
El 1984 és nomenat cap de Premsa de l'aeroport de Son Sant Joan de Mallorca. Un any més tard passa a ser cap de Relacions Externes i Protocol de l'aeroport de Palma, fins a l'1 de gener de 2006. Ha estat professor de psicologia a l'Escola de Turisme. El 1986 rep el premi Naranja que atorga el Gremi de Redactors Gràfics de Mallorca. El 2005 rep el premi al Millor Cap de Gabinet de Premsa de les Illes Balears concedit per l'Associació de Comunicació i Relacions Públiques.
Participa activament en l'associació cultural del seu poble i en la festivitat de la Beata. El 1984 publica el llibre La processó més típica de Mallorca que permet que la processó de la Beata sigui declarada d'interès turístic. Participa en nombrosos seminaris dedicats tant a comunicació com a turisme. Convidat pel Ministeri de Turisme de la República Dominicana impartí a Santo Domingo un seminari sobre el model i la gestió de l'aeroport turístic. El 2006 va rebre el Premi Ramon Llull. Treballa en el diari Última Hora.